# Arletty
Arletty, nome d'arte di Léonie Bathiat (Courbevoie, 15 maggio 1898 – Parigi, 23 luglio 1992), è stata un'attrice francese, di cinema e di teatro, fra le più celebri e rappresentative del suo tempo.

## Biografia e percorso artistico

### Gli inizi
Era la figlia di Michel Bathiat, montatore tornitore dei tram, e di Marie Marguerite Philomène Dautreix, lavandaia. Aveva un fratello di nome Pierre.
Rimasta orfana di padre a diciotto anni, Léonie Bathiat fu segretaria e indossatrice prima di fare il suo ingresso nel mondo teatrale come attrice di varietà e di prosa, all'inizio degli anni venti. Il suo nome d'arte deriva da Arlette, titolo di una novella di Guy de Maupassant. Per circa un decennio interpretò soprattutto commedie musicali e pièces brillanti e nel 1930 debuttò nel cinema, nel film La Douceur d'aimer, diretto da René Hervil, in un ruolo di secondaria importanza. Fu notata da Jean Choux che le affidò una parte da co-protagonista in Un chien qui rapporte accanto a Jean Coquelin.

### Il successo
Nel 1934 riuscì a imporsi all'attenzione del grande pubblico con Pensione Mimosa, diretto dal belga Jacques Feyder, interpretato accanto a Françoise Rosay, moglie del grande regista, e a Paul Bernard. Durante la lavorazione di quest'ultimo film, Arletty conobbe il ventottenne Marcel Carné, all'epoca assistente alla regia di Feyder che, alcuni anni più tardi, la chiamò ad interpretare, insieme a Louis Jouvet, Albergo Nord (1938) e Alba tragica (1939), a fianco di Jean Gabin. Questi film, coronati da un grande successo di critica e di pubblico, consacrarono la fama di Arletty, divenuta una delle attrici più apprezzate e pagate di Francia.

### La maturità artistica
Nella prima metà degli anni '40, durante il secondo conflitto mondiale e nell'immediato dopoguerra, Arletty raggiunse la sua piena maturità espressiva con due film diretti ancora da Marcel Carné durante l'occupazione tedesca: L'amore e il diavolo (1942), in cui aveva come partner Alain Cuny, e Amanti perduti, girato nel 1943-1944 ma presentato al pubblico nel 1945, a fianco di uno straordinario Jean-Louis Barrault. Entrambi i lungometraggi, frutto della collaborazione di Carné con il poeta Jacques Prévert che ne scrisse i soggetti e la sceneggiature, sono oggi considerati fra i capolavori assoluti del realismo poetico francese. Quando Carné le offrì la parte di Garance in Amanti perduti, Arletty aveva già 45 anni, ma apparve subito l'interprete ideale. Garance è ironica, tenera, spregiudicata, fatale, capace di dar vita, insieme al trasognato Baptiste Debureau (Jean-Louis Barrault) e ad altri grandi interpreti (María Casarès e Pierre Brasseur in particolare), a una vicenda toccante e vagamente crepuscolare che fa di questo film una delle più affascinanti creazioni della cinematografia francese di tutti i tempi.

### I difficili anni del dopoguerra
Subito dopo la liberazione di Parigi, avvenuta nell'estate del 1944, Arletty fu imprigionata con l’accusa di collaborazionismo con le forze di occupazione naziste della città, essendo diventata l’amante di un ufficiale tedesco di stanza nella capitale. Le testimonianze di amici ed estimatori indussero le autorità francesi a scarcerarla dopo pochi mesi di detenzione. Nel 1948 tornò a lavorare con Marcel Carné in La Fleur de l'âge, che però non venne portato mai a termine a causa del fallimento della casa che lo produceva. Uguale sorte toccò a un altro film che l'attrice aveva iniziato a interpretare sotto la direzione di Serge T. de Laroche: Mme et ses peaux-rouges (conosciuto anche come Buffalo Bill et la bergère).

### Gli anni cinquanta e sessanta
Negli anni cinquanta Arletty si impose nuovamente all'attenzione del grande pubblico e della critica con alcune pregevoli interpretazioni, come quella di M.me Blanche ne Il grande giuoco (1954), a fianco di una giovanissima Gina Lollobrigida e con la direzione del regista tedesco Robert Siodmak, e quella di Blanche le Garrec in Aria di Parigi (1954) di Carné, interpretato a fianco di Jean Gabin. Nel 1958 fu scelta da Marc Allégret per il ruolo di Juliette Harmier in Una strana domenica, film interpretato a fianco di Bourvil e di un giovane attore alle prime armi, Jean-Paul Belmondo.
Nel 1962 le fu affidato un ruolo non di primo piano nel kolossal americano Il giorno più lungo, film cui prese parte anche Jean Louis Barrault, con cui aveva lavorato una ventina d'anni prima in Amanti perduti. In quello stesso anno l'attrice girò il suo ultimo lungometraggio a soggetto: Viaggio a Biarritz, diretto da Gilles Grangier.

### La cecità e gli ultimi anni
All'inizio degli anni sessanta Arletty fu colpita da una grave infermità agli occhi che le fece perdere progressivamente la vista. Quasi completamente cieca, l'attrice preferì abbandonare il cinema, continuando a lavorare, ancora per qualche anno, in teatro. Negli anni settanta e ottanta partecipò ad alcuni programmi televisivi, documentari e interviste, raccontandosi al suo pubblico (Arletty racconta Arletty del 1988), o commemorando gli amici scomparsi (Prévert del 1977, Non mi dimenticate: omaggio a Bernard Blier del 1990). In tali partecipazioni l'attrice si limitava generalmente a prestare la propria voce, apparendo solo eccezionalmente sullo schermo.
Morì a Parigi il 23 luglio 1992, a 94 anni.

## Filmografia parziale
- La Douceur d'aimer, regia di René Hervil (1930)
- Un chien qui rapporte, regia di Jean Choux (1931)
- La Belle Aventure, regia di Roger Le Bon e Reinhold Schünzel (1932)
- Enlevez-moi, regia di Léonce Perret (1932)
- La signorina Josette, mia moglie (Mademoiselle Josette, ma femme), regia di André Berthomieu (1933)
- Je te confie ma femme, regia di René Guissart (1933)
- Une idée folle, regia di Max de Vaucorbeil (1933)
- Un soir de réveillon, regia di Karl Anton (1933)
- La Guerre des valses, regia di Ludwig Berger e Raoul Ploquin (1933)
- Le Voyage de monsieur Perrichon, regia di Jean Tarride (1934)
- Pensione Mimosa (Pension Mimosas), regia di Jacques Feyder (1935)
- Le Vertige, regia di Paul Schiller (1935)
- La Fille de Madame Angot, regia di Jean Bernard-Derosne (1935)
- Amanti (Amants et voleurs), regia di Raymond Bernard (1935)
- La Garçonne, regia di Jean de Limur (1936)
- Aventure à Paris, regia di Marc Allégret (1936)
- Messieurs les ronds de cuir, regia di Yves Mirande (1936)
- Le Mari rêvé, regia di Roger Capellani (1936)
- Faisons un rêve, regia di Sacha Guitry (1936)
- Désiré, regia di Sacha Guitry (1937)
- Aloha, le chant des isles, regia di Léon Mathot (1937)
- Le perle della corona (Les Perles de la couronne), regia di Sacha Guitry e Christian-Jaque (1937)
- Albergo Nord (Hotel du Nord), regia di Marcel Carné (1938)
- Le Petit Chose, regia di Maurice Cloche (1938)
- Miraggio (Mirages), regia di Alexandre Ryder (1938)
- Tempesta (Tempête), regia di Dominique Bernard-Deschamps (1939)
- Fric-Frac, regia di Claude Autant-Lara e Maurice Lehmann (1939)
- Alba tragica (Le jour se lève), regia di Marcel Carné (1939)
- Madame Sans-Gêne, regia di Roger Richebé (1941)
- L'amore e il diavolo (Les Visiteurs du soir), regia di Marcel Carné (1942)
- La femme que j'ai le plus aimée, regia di Robert Vernay (1942)
- Amanti perduti (Les Enfants du paradis), regia di Marcel Carné (1945)
- Ritratto di un assassino (Portrait d'un assassin), regia di Bernard-Roland (1949)
- Le Père de Mademoiselle, regia di Marcel L'Herbier et Robert-Paul Dagan (1953)
- Il grande giuoco (Le Grand Jeu), regia di Robert Siodmak (1954)
- Huis-clos, regia di Jacqueline Audry (1954)
- Aria di Parigi (L'Air de Paris), regia di Marcel Carné (1954)
- Mon curé chez les pauvres, regia di Henri Diamant-Berger (1956)
- Vacanze esplosive (Vacances explosives), regia di Christian Stengel (1956)
- Clandestina a Tahiti (Le Passager clandestin), regia di Ralph Habib (1958)
- Una strana domenica (Un drôle de dimanche), regia di Marc Allégret (1958)
- Maxime, regia di Henri Verneuil (1958)
- La gamberge, regia di Norbert Carbonnaux (1962)
- Il giorno più lungo (The Longest Day), regia di Ken Annakin e Andrew Marton (1962)
- Viaggio a Biarritz (Le Voyage à Biarritz), regia di Gilles Grangier (1962)
- Esame di guida (Tempo di Roma) di Denys de La Patellière (1963)

## Doppiatrici italiane
- Tina Lattanzi in Alba tragica
- Andreina Pagnani in Amanti perduti
- Nella Maria Bonora in Il grande giuoco
- Lydia Simoneschi in Aria di Parigi
- Rosetta Calavetta in Una ragazza a rimorchio
- Fiorella Betti in Amanti perduti (ridoppiaggio)